# Körös-éri Tájvédelmi Körzet
A Körös-éri Tájvédelmi Körzet Magyarország legfiatalabb országos jelentőségű, egyedi jogszabállyal védett természeti területe. Területe 2223 hektár. A Tájvédelmi körzet a Kiskunsági Nemzeti Park Igazgatósága alá tartozik.

## Fekvése
A tájvédelmi körzet a Körös-ér nevét viseli. Ez eredetileg egy természetes vízfolyás volt a folyószabályzások idején, a területen kialakítására került mai Körös-éri főcsatorna a környék felszíni vizeinek elvezetését szolgálja. A felszíni vizek elvezetésének következtében a terület egyre jobban kiszáradt, ez a száradás a mélyebb területeket is elérte. A tájvédelmi körzet északi részén jellegzetes homoki élőhelyeket találunk.
A terület déli, védelem alatt álló részei évtizedeken át az ország déli határsávjának a részét alkották. Jellemzőjük a buckaközök vízgazdagsága. Itt a futóhomok borítás egyre szakadozottabb és az alatta található lösz rétegek jobb vízzárást biztosítanak. Néhány kilométerrel délebbre, már szerb területen véget is ér a Duna–Tisza közi homokhátság.

## Természeti értékek
A tájvédelmi körzet védett területei döntően három határ menti település, Ásotthalom, Mórahalom és Kelebia közigazgatási területén helyezkednek el.

### Ásotthalom
Ásotthalom területén található Csongrád-Csanád vármegye egyik legrégibb védett (1944 óta védetté nyilvánított) területe, az Ásotthalmi emlékerdő. Az ásotthalmi emlékerdőben legalább száz éve nem történt emberi beavatkozás. Jellegzetes homoki élőhely csökkenő erdőállománnyal, homokpusztai tisztásokkal.
A szintén Ásotthalom területén található ásotthalmi Bogárzó csak 1993-ban került a védett természeti értékek közé. Ez a Bogárzó-csatorna mentén egy mély fekvésű terület. A csatornát részben ültetett, részben természetes erdők szegélyezik.
Ásotthalomtól délkeletre terülnek el az Ásotthalomi-láprétek, ezek egyike a Csodarét. A Csodarét növénytani értékei miatt már korábban is országos védelem alatt állt. Itt virít minden évben a Közép-európai viszonylatban egyedülálló állományú mocsári kardvirág több tízezres tőszámmal.

### Mórahalom
Mórahalomtól délre a szerb határ mentén, részben Szerbiába is átnyúlóan helyezkednek el a Tájvédelmi körzet semlyékei:
Kissori-semlyék, Tanasz-semlyék, Csipak-semlyék és a Madarász tó. A semlyékek közül egyedül a Rívó-erdő és semlyék nem tartoznak Mórahalomhoz.

### Kelebia

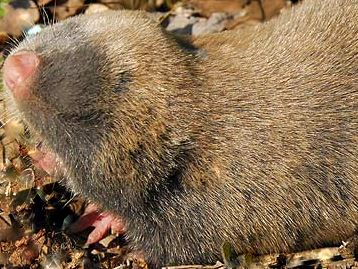
földikutya

Kelebia határa a tájvédelmi körzet nyugati széle. A Kelebiai halastavak és az azokat övező erdők adják a tájvédelmi körzet területének legnagyobb részét. A halastavak vízellátása nagymértékben időjárásfüggő, így a nyílt vízfelületek elhelyezkedése és mérete rapszodikus. Ennek eredményeként a tavak medre akár be is gyepesedhet. Csapadékos években viszont ezek a tavak idevonzzák a gémeket és kócsagokat. A halastavakat övező erdőkben jelentős védett madárállomány fészkel. A fennmaradt száraz gyepfoltokon él Európa egyik legritkább emlősállata, a délvidéki földikutya.
Kelebiától délre a Körös-ér mentén található a Magyari-erdő és az átokházi-tőzegbánya. Ezen a viszonylag kicsi de rendkívül változatos területen minden a Kiskunságra jellemző élőhely megtalálható, a száraz homokbuckáktól a nyílt vízig bezárólag. A Magyari erdő egy telepített fenyőerdő, az erdőben található természetes maradványfoltok jellegzetes homoki élőhelyein gyakori a báránypirosító, a homoki vértő, a homoki árvalányhaj. A tőzegbánya területén a nyílt víztől a buckaközi lápokon át a száraz homoki élőhelyekig minden megtalálható. A bányagödrökben élő védett halak a lápi póc és a réti csík. Ez a terület a különböző vízi szárnyasok: gémek, récefajok költő és táplálkozó helye. A terület legdélebbi egysége a Rívó-erdő és semlyék. Ennek északi része ültetett tölgy- és nyárerdő, déli része semlyékes-fűzlápos terület.

## Növény- és állatvilág

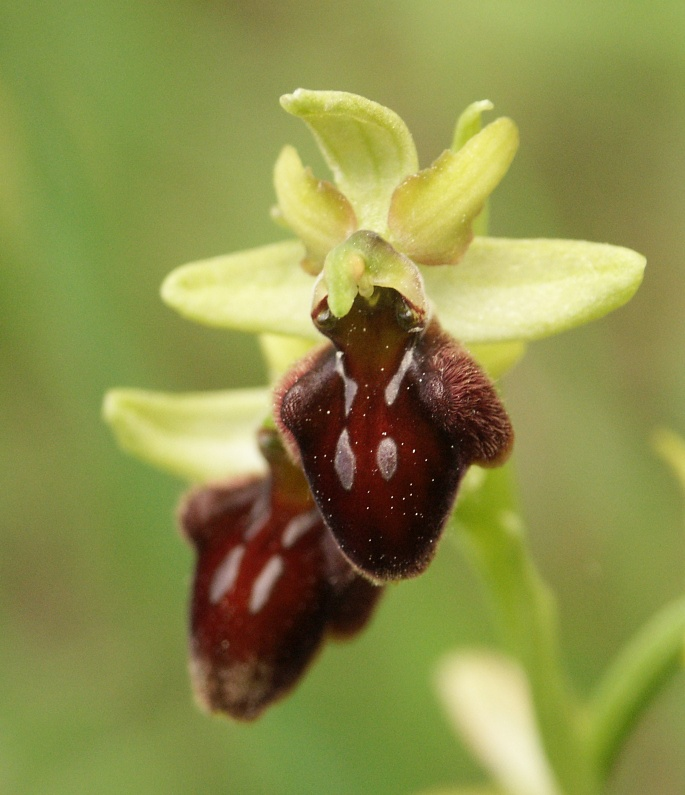
pókbangó

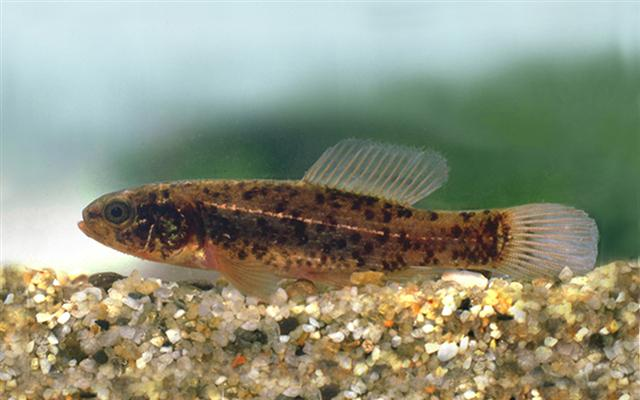
lápi póc

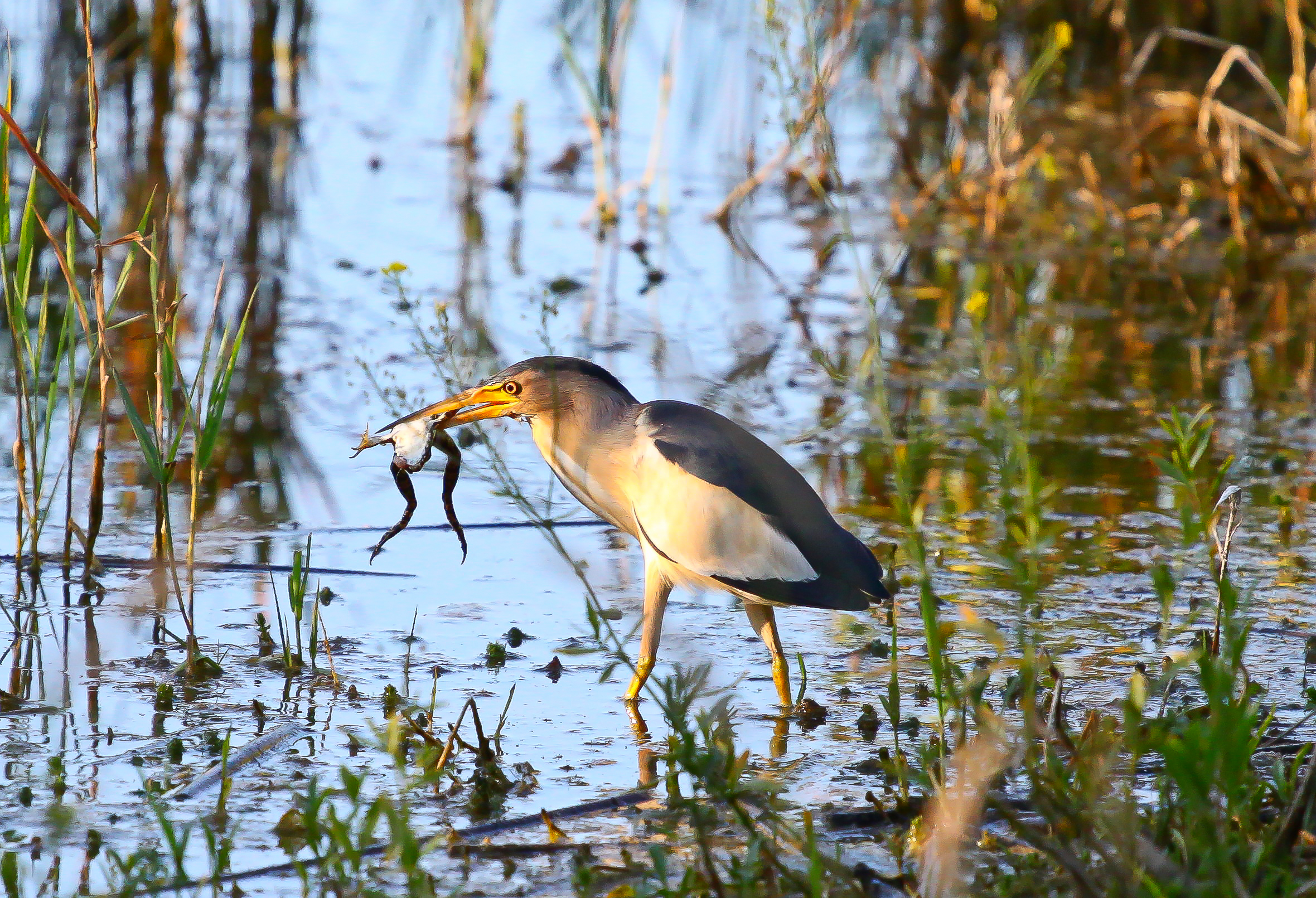
törpegém

A Tájvédelmi körzet területén előforduló védett növényfajok:
| - homoki kikerics - tarka sáfrány - fehérnyár - kései szegfű - tartós szegfű - csipkés gyöngyvessző - széleslevelű nőszőfű - egyhajúvirág - báránypirosító - homoki vértő - homoki árvalányhaj - tavaszi hérics | - tündérrózsa - mocsári kardvirág - pókbangó - kornistárnics - buglyos szegfű - szibériai nőszirom - fehér májvirág - mocsári kosbor - tarka nőszirom - fátyolos nőszirom - tündérrózsa |

A Tájvédelmi körzet területén előforduló fontosabb állatok:
| - lápi póc - réti csík - tavi béka - mocsári béka - pettyes gőte - tarajos gőte - vöröshasú unka - mocsári teknős - zöldgyík | - délvidéki földikutya - fürge gyík - vízi sikló - fattyúszerkő - gulipán - bütykös hattyú - európai vidra - vörös gém - bölömbika - törpegém |

## Kulturális értékek
A Tájvédelmi körzet területén szabadon, előzetes engedélykérés nélkül látogatható a Nagy Széksóstó, a Bácsboristai legelő, a Bogárzó, a Kelebiai halastavak és  erdők, a Kissori semlyék, a Madarász-tó, valamint az öttömösi baromjárás területe.
Korlátozottan látogatható elsősorban oktatási célból, előzetes bejelentés alapján a nemzeti park által biztosított kísérőkkel az Ásotthalmi láprét, a Csipak-semlyék, az Emlékerdő, az Átokházi-tőzegbánya, a Rívó-erdő és semlyék, a Tanaszi-semlyék területe.
Előzetes engedélykérés esetén kísérő nélkül is látogatható az Ásotthalmi láprét (Csodarét) és az Emlékerdő.
A tájvédelmi körzet területén vízitúrázás tilos.